# Ханну Мякеля
Ха́нну Е́льяс Мя́келя (фін. Hannu Eljas Mäkelä; *18 серпня 1943, Гельсінкі, Фінляндія) — фінський письменник, поет і мистецтвознавець; живе й працює в Сітарла, Лох'я.

## З життєпису
Батьки Ханну Мякеля були вчителями державної школи Вяйне Мякеля та Ееві Лейнонен, він — наймолодша дитина у родині. Відносини між Мякеля та його батьком були дуже складними, про що він розповідає у своїй книзі «Батько» (Isä, 2004).
Як і його батьки, Мякеля вивчився на вчителя державної школи, але не працював за фахом, тобто у початковій чи середній школі.
Однак у 1965–1967 роках він працював учителем рідної мови у вечірній школі Кепиля, де майже всі його учні були старші за нього.
Згодом працював у видавництві «Отава» на різних посадах у період 1967—1986 років, зокрема редактором.
Починаючи від 1987 року Мякеля є вільним письменником.

## Особисте життя
Першою дружиною Ханну Мякеля була Майккі (до шлюбу Саксман, зараз Майккі Хар'янне). У них є син 1966 року народження. Пізніше Мякеля був одружений з письменницею Крістіною Лоухі, а в 2004–2009 роках — в шлюбі з дослідницею Анною Кортелайнен. Станом на 2011 рік був одружений з росіянкою Світланою Аксьоновою (померла 2017 року).
У 2020 році Мякеля одружився вп'яте з Аулі Неревуорі.

## З доробку
Ханну Мякеля опублікував понад 100 творів. Вони включають романи, мемуари, книги поезії, дитячі книги, п'єси та аудіокниги, а також редаговані збірки літератури та одну збірку оповідань. 
Перший твір Мякеля — це подвійний роман, два твори, які не мають сюжетного зв'язку, але які в іншому є однаковими, описують той самий світ досвіду, структуровані в єдине ціле, романи «Весь час у дорозі» (Matkoilla kaiken aikaa) та «Досить! або Забагато» (Kylliksi! tai Liikaa).
Романи автора («Домашня людина», «Сам собі пан» тощо) мають соціальне звучання.
У ранній поезії Мякеля акцентує переважно на повсякденних переживаннях та враженнях людини, у пізніших — звертається до усвідомлення сил руйнування, які живуть поряд з ідилією. Сумнів і почуття марності турбують автора попри позірну легкість і задоволеність. Ейно Лейно та Л. Онерва — письменники, особливо близькі Мякеля, і він багато писав про них. За словами Мякеля, Ейно Лейно є національним поетом Фінляндії.
У своїх п'єсах Мекеля часто зображує виняткову особистість, яка живе під тиском суспільства.
Мякеля також відомий як дитячий письменник, зокрема творець образу пана Ау. (фін. Herra Huu), повість про якого була видана в СРСР російською в 1976 році, а у 1980 році образ «позичив» Е. М. Успенський у своїй дитячій книзі про дядечка Ау, за якою вже був знятий радянський мультфільм.
Твори письменника неодноразово перекладали іноземними мовами.

### Вибрана бібліографія
Романи
- Matkoilla kaiken aikaa, Otava, 1965
- Kylliksi! tai Liikaa, Otava, 1965
- Kotimies, Otava, 1967
- Oman itsensä herra, Otava, 1971
- Samuli Kustaa Berg, Fenlit, 1982
- Hänen uuden elämänsä alku, Fenlit, 1985
- Vetsikko, Otava, 1988
- Moinen mies, Otava, 1989
- Isaskar Sitarlassa, tekstejä ja kirjoituksia 1965 – 1990, Fenlit, 1990
- Tie vie, Otava, 1990
- Pieni paikka Kerbihan, Otava, 1991
- Kaarina Kaila – taiteilija (tekstiosa), Otava, 1992
- Kuinka monta kertaa tapasin Liisan, Otava, 1992
- Mestari. Eino Leinon elämä ja kuolema, Otava, 1995
- Matkoilla kaiken aikaa – Kylliksi! tai Liikaa; Otava, 1996
- Katso, se päivä on tuleva, Otava, 1996
- Eino Leino. Elämä ja runo, Otava, 1997
- Pelin henki. Love/40, Otava 1998
- Äiti, Otava 1999
- Myrskyn jälkeen aamu, Otava, 2000
- Muisto, Otava, 2001
- Pensiooni Fortuna, 2001
- Ihme. Elbeszélés, Otava, 2002
- Nalle ja Moppe. Eino Leinon ja L. Onervan elämä, Otava, 2003
- Samuli Kustaa Berg, Otava, 2003
- Uponnut pursi. Otava, 2004
- Isä. Otava, 2004
- Äiti, Otava, 2005
- Ruhtinas unelmain mailla. Matkani kirjojen kanssa, Otava, 2005
- Samuli. Muistelma Samuli Parosesta, Otava, 2006
- Syksy Venetsiassa. regény, Tammi, 2006
- Pöytä kahdelle, Tammi, 2007
- Onnen maa – L. Onervan runot ja elämä, Minerva, 2007
- Casanova. Giacomo Casanovan tie naisten miehestä kirjailijaksi., Tammi, 2007
- Elävät ja kuolleet. Elbeszélés, Tammi, 2008
- Eetu. Matkoja Eduard Uspenskin maailmaan, Tammi, 2008
- Hyvä jätkä, Helsinki, 2009
- Mikä sanomatta jää, Tammi, 2009

Презія та п'єси
- Sinisen taivaan, harmaan jään, Otava, 1966
- Sano minulle nimesi, Otava, 1969
- Vuoret ovat pilviä, Otava, 1972
- Vanha talo, Otava, 1973
- Syksy tuli kutsumatta, Otava, 1974
- Jos pettää sinut elämä, Otava, 1975
- Synkkyys pohjaton, niin myös iloni, onneni, Otava, 1976
- Illan varjo, Otava, 1979
- Ikään kuin ihminen, Otava, 1980
- Voimamies, näytelmä, Otava, 1982
- Unelma onnesta numero 5, Otava, 1985
- Päivä sytyttää hiljaiset valonsa, omakustanne, 1986
- Kylmä aika, Otava, 1987
- Tähtirinta, kolme historiallista näytelmää, (Virran viemä, tuulen tuoma; Tähtirinta; Tuomari Viikki) W&G, 1988
- Päivä jonka saamme elää, valitut runot, Otava, 1988
- Raamatun runous, raamatun viisaus. Ensimmäinen kirja, Fenlit, 1988
- Sinä teet pimeän, niin tulee yö, Otava, 1989
- Kadonneitten kaupunki, Otava, 1993
- Silloin, Otava, 1994
- Rakkaus Pariisiin ja muita runoja, Otava, 1997
- Että on ikuista valo.Valikoima runoja vuosilta 1966 – 1999, Otava, 2000
- Jonakin päivänä kirjoitan sinusta runon, Otava, 2005

## Нагороди
Ханну Мякеля удостоєний численних переважно національних літературних премій: 
- Державна премія з літератури 1974, 1976, 1981, 1982 і 1988.
- Медаль Анні Сван 1976
- Премія Арвіда Лідекена 1978
- Премія Ейно Лейно 1982
- Нагорода за кращу скандинавську радіоп'єсу 1985
- медаль Pro Finlandia 1988
- Фінляндська премія 1995
- Премія Топеліуса 1996
- Varjo-Finlandia 1996
- Kirjapöllö 2003
- Культурна премія міста Гельсінкі 2003
- Звання «Академік мистецтв» 2016
- Командирський знак Фінського лева 2022 [17]